# 아테루이

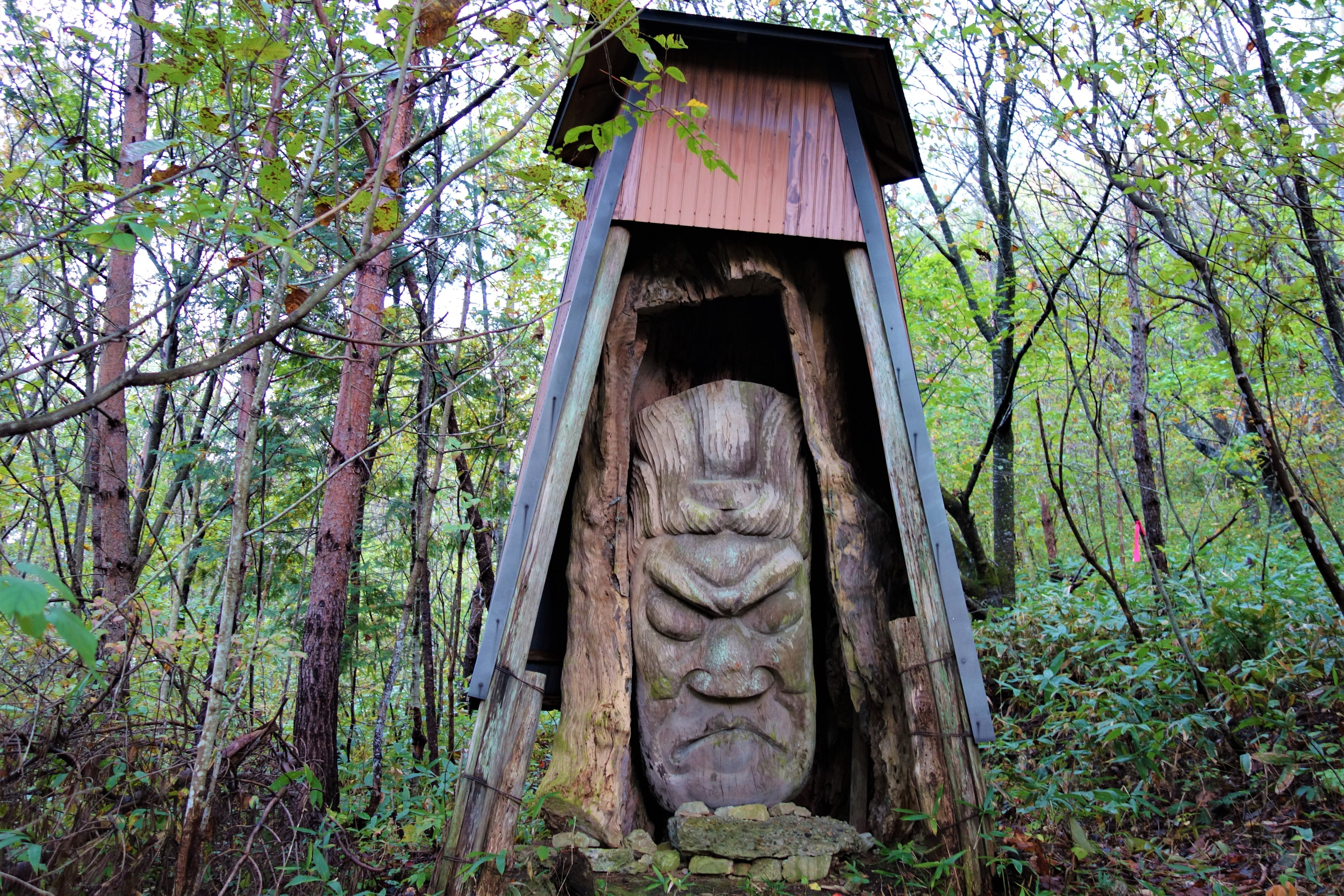

아테루이(アテルイ, ?~엔랴쿠延歷 21년 8월 13일(802년 9월 17일))는 일본 헤이안 시대(平安時代) 초기 에미시(蝦夷)를 지휘해 일본 조정에 맞섰던 군사 지도자이다. 엔랴쿠 8년(789년)에 조정군의 침공을 격퇴했으나, 사카노우에노 다무라마로(坂上田村麻呂)에게 패하고 항복, 처형되었다. 풀네임은 다모노키미(大墓公) 아테리이(阿弖利爲)이다.
사카노우에노 다무라마로 전설에 등장하는 아쿠로오(悪路王)는 아테루이를 모티브로 하고 있다고 한다.

## 한자 표기와 읽는 법
일본의 사료에는 「阿弖流爲」, 「阿弖利爲」로 표기되어 있으며, 이것을 대체로 「아테루이(あてるい)」 또는 「아테리이(あてりい)」로 읽는다. 정확한 독법인지는 확실하지 않으나, 현대에는 통상 아테루이(アテルイ)라고 불리고 있다.

## 사료에 등장하는 아테루이
아테루이라는 이름은 일본측 사료에는 두 번 등장한다. 하나는 아테루이와의 스부세(巣伏) 전투에서 패배한 조정측 정동장군(征東將軍) 기노 고사미(紀古佐美)가 패전의 소식을 보고한 《속일본기(続日本紀)》이고, 다른 하나는 아테루이의 항복 소식을 전하는 《일본기략(日本紀略)》이다.
일본의 사서가 에미시의 동향을 간략하게밖에 적지 않은 탓에 아테루이가 어떤 인물이었는지는 확실하게 알 수 없다. 엔랴쿠 21년(802년)에 그가 사카노우에노 다무라마로에게 항복한 사실을 전한 《일본기략》은 아테루이를 「다모노키미(大墓公)」라 부르고 있는데, 여기서 「다모」란 지명일 가능성이 높으나 구체적으로 어디를 가리키는지는 확실하게 알 수 없다. 「키미(公)」는 과거 일본 조정이 아테루이에게 내렸던 지위의 존칭으로 해석하는 추측도 존재한다.
분명한 것은 아테루이가 에미시의 군사 지도자로서 활약했었다는 사실이다. 조정측 정동대사(征東大使)였던 후지와라노 오구로마로(藤原小黑麻呂)가 덴오(天應) 원년(781년) 5월 24일의 보고서에는 「그 한 사람의 목숨이 적군 천 명의 수급과도 맞먹는 자」로서 「이사세코(伊佐西古)」, 「모로시메(諸絞)」, 「야소시마(八十島)」, 「오토시로(乙代)」의 이름이 언급되고는 있지만 아테루이의 이름은 없다.

### 스부세 전투
이 무렵 조정군은 에미시와 몇 차례의 교전을 치르며 에미시의 땅으로 침공을 시도했지만 격퇴당했다.
엔랴쿠 8년(789년), 정동장군 기노 고사미의 에미시 원정의 기사에서 아테루이의 이름은 처음 언급된다. 이 무렵 이사와(胆澤)로 진군한 조정군이 통과한 땅이 「적의 수이(帥夷) 아테루이(阿弖流爲)의 거처」였다. 기노 고사미는 이 진군까지 이사와의 입구인 고로모 강(衣川)에 군사를 주둔시킨 채 지체했는데, 5월 말 간무 천황(桓武天皇)의 질책을 받아 행동을 시작했다. 기타가미 강(北上川) 서쪽에 세 곳으로 나뉘어 주둔하던 조정군 가운데 중군(中軍)과 후군(後軍)의 4천이 강을 건너 동안(東岸)으로 나아갔다. 이 주력군은 아테루이의 거처 앞에서 에미시군 약 3백 명과 교전하였다. 처음에는 조정군이 우세했으나, 에미시군을 뒤쫓아 스부세노무라(巣伏村)에 이르렀다. 그곳에서 전군(前軍)이 합류할 예정이었으나 전군은 에미시군에 막혀 강을 건너지 못했고, 이때 에미시측의 약 8백이 가세해 반격해 왔다. 나아가 동쪽 산에서부터 에미시군 4백이 출몰하여 조정군의 후방을 쳤다. 조정군은 마침내 패주하였다. 별장(別將) 하세쓰카베노 요시오사(丈部善理) 등을 비롯해 25인이 전사하고, 화살에 맞은 자가 245인, 강에 익사한 자가 1036인, 갑옷을 빼앗기고 알몸으로 헤엄쳐 온 자 1,257인이었다고 한다.

### 조정군의 침공과 아테루이의 항복
그 뒤 편성된 오토모노 오토마로(大伴弟麻呂)와 사카노우에노 다무라마로의 원정군과의 교전은 상세하게 확인할 수 없지만, 결과적으로 에미시측이 패하여 이사와와 시와(志波)의 땅에서 모두 쫓겨나게 된다.
다무라마로가 이사와에 성을 쌓은 엔랴쿠 21년(802년), 《일본기략》에는 그 해 4월 15일자 보고에서 다모노기미 아테루이와 이와구노키미(盤具公) 모레(母礼)가 5백여 인을 거느리고 항복해왔다는 기록이 있다. 두 사람은 다무라마로와 함께 7월 10일 헤이안쿄(平安京)로 들어왔다. 다무라마로는 두 사람의 목숨을 구명해줄 것을 호소했지만 헤이안쿄의 귀족들은 「야만스러운 본성에 짐승 같은 마음을 가진 자들이라 반역하고 복속하는 것이 일정하지 않다」며 반대했고, 결국 8월 13일에 가와치국(河内国)에서 아테루이와 모레는 처형되었다. 《일본기략》에는 두 사람이 처형된 땅에 대해서 「식산(植山)」, 「창산(椙山)」, 「두산(杜山)」의 세 가지 기술이 있는데, 이들 지명은 가와치 국 안에 존재하지 않는다. 「식산」에 대해서는 히라카타시(枚方市)에 우산(宇山)이 에도 시대(江戸時代) 초기에 「우에야마(上山)」로 개칭되었다 하여 주목받았으나, 발굴조사 결과 아무 관련이 없음이 확인되었다.

## 평가
다무라마로가 지었다고 전하는 교토의 기요미즈데라 경내에는 헤이안 천도 1200주년을 기념해 1994년 11월에 아테루이 모레 현창비가 건립되고 있다. 2005년에는 아테루이의 기일로 알려진 9월 17일에 맞춰 이와테현 오슈시 미즈사와 구 하네다 정에도 아테루이 · 모레의 위령비가 세워진다. 이 위령비는 아테루이나 모레의 영혼을 일본 신토의 분령(分靈)의 형태로 옮겨 고향 땅 속에서 편안히 잠들어 주길 바라는 뜻에서 일반 대중의 기부에 의해 만들어졌다. 또한, 위령비에는, 정재 기부자 명단 등과 함께 2004년(헤세이 16년)가을에 히라카타 마키노 공원 내 수총에서 위령제 때, 오슈 시 미즈사와 구의"아텔이을 표창하는 모임"에 따라 채취된 수총의 흙이 묻혀 있다. 마키노 공원 내의 구비즈카에도 2007년 3월에 비석이 건립되었다.
또 JR 히가시니혼은 도호쿠 본선의 미즈사와 역-모리오카 역간 쾌속 열차 1편에 그의 이름을 붙이고 있다.
1982년 제3회 요시카와 에이지 문학신인상(吉川英治文学新人賞)을 수상한 사와다 후지코(澤田ふじ子)의 『무쓰 갑주기(陸奥甲冑記)』에서 아테루이를 소재로 하였다. 1990년대부터는 아테루이를 소재로 한 다양한 창작물이 쏟아져 나왔는데, 1992년 당시 이와테 현의 초등학교 교사였던 조반니 안도(ジョヴァンニ安東)가 창작 그림자 연극 『아테루이의 눈물』을 아동들과 함께 제작 ・ 발표하여 이와테 현지에서 큰 반향을 일으켰다.
2000년에는 요시카와 에이지 문학상을 수상한 다카하시 가즈히코(高橋克彦)의 소설 『화원(火怨)』이나, 이를 원작으로 한 뮤지컬 『아테루이』(와라비 좌わらび座) 등으로 이어진다. 뮤지컬 「아테루이」의 경우 2004년 『월간 뮤지컬』지의 작품부문 10위를 차지했고, 극중 다키나 역을 맡은 마루야마 유우코(丸山有子)는 오다지마 유우시 상(小田島雄志賞)을 받기도 했다. 마찬가지로 아테루이를 소재로 한 다카하시 가즈히코의 다른 소설을 원작으로 한 만화 『아테루이 2세』(『화원』과는 무관)나 2002년에 신바시 연무장(新橋演舞場)에서 공연된 이치카와 소메고로(市川染五郎) 주연의 『아테루이』(마쓰타케 주식회사松竹株式会社)도 유명하다. 2002년에는 아테루이 사후 1200년을 기념하는 장편 애니메이션 『아테루이』가 제작되었다.
2013년 1월 『 화원 』을 원작으로 한 텔레비전 드라마 『화원 · 북의 영웅 아테루이전(傳)』(주연 : 오오사와 타카오)이 NHK BS프리미엄으로 방송되었다(NHK에서는 2013년 3월 방영).

## 같이 보기
- 아이누